# Doctor Sax
Doctor Sax je román amerického spisovatele Jacka Kerouaca, publikovaný v roce 1959. Kerouac jej sepsal v roce 1952 v době, kdy žil s W. S. Burroughsem v Mexico City. Podobně jako ostatní Kerouacovy romány, i tento román obsahuje autobiografické prvky a Jack zde vystupuje pod svým poměrně častým pseudonymem Jackie Duluoz. Román byl přeložen do češtiny a roku 2011 vydán v nakladatelství Argo.

## Námět
Doctor Sax je truchlivou gotickou pohádkou, směsicí vzpomínek a nočních můr senzitivního chlapce, který si představuje tajemného alchymistu Doktora Saxe.
Kniha se vymyká ze všech Kerouacových děl, je z nich nejexpresioničtější. Zmínka o Doktoru Saxovi a jeho připravovaném nápoji pro obrovského hada podsvětí je obsažena již v románu Na cestě .
Následující tabulka znázorňuje postavy zachycené v románu Doctor Sax a jejich skutečné předlohy osobností, které Kerouac nacházel mezi svými přáteli.
| Skutečná osoba          | Jméno v knize          |
| ----------------------- | ---------------------- |
| Leo Kerouac             | Emil "Pop" Duluoz      |
| Gabrielle Kerouac       | Ange                   |
| Gerard Kerouac          | Gerard Duluoz          |
| Caroline Kerouac        | Catherine "Nin" Duluoz |
| George "G.J." Apostolos | Rigopoulos             |
| Henry "Scotty" Beaulieu | Paul "Scotty" Boldieu  |
| Fred Bertrand           | Vinny Bergerac         |
| "Happy" Bertrand        | Lucky Bergerac         |
| Leona "Leo" Bertrand    | Charlie Bergerac       |
| Billy Chandler          | Dickie Hampshire       |
| Duke Chungas            | Bruno Gringas          |
| Omar Noel               | Ali Zaza               |
| Roland Salvas           | Albert "Lousy" Lauzon  |

## Obsah
Základní nosnou kostrou románu je rozvodnění řeky Merrimack v Lowellu (povodeň, která zaplavila tiskárny Jackova otce Lea Kerouaca a odstartovala jeho postupný úpadek). Postava Doktora Saxe je předtuchou smrti, bytostí, která stráví 2 desetiletí přípravou lektvaru, jenž by zahubil Kosmického hada. Toto mytické zvíře figuruje v hinduistických, aztéckých a raných gnostických legendách jako apokalyptická síla vystupující ze země, aby pohltila vše živé. Tedy indiánská verze Posledního soudu. Tradice gnostiků Kerouaca přitahovaly, neboť naprosto zavrhovaly svět, jenž je podle nich jen vězením a tudíž jeho zákony a podmínky jsou nespravedlivé. Není možné, aby společnost vnucovala osvíceným jakoukoliv zodpovědnost.
Had je držen v opuštěném hradě a opatruje ho hrabě Condu, upírský příbuzný známějších transylvánských hrabat. Jack Duluoz se dozvídá o Obřích hmyzích mužích a unesených chlapcích, paralyzovaných drogou, která je mění v loutky. Hrůzy hraběte Condu a Doktora Saxe jsou nesouvisle stavěny do kontrastu s věcmi z běžného života, jako např. hrbolaté asfaltové zápraží činžáku, v němž Duluoz bydlí a o nichž vypovídají i vzpomínky z Kerouacova vlastního dětství: baseballové zápasy, hokejová utkání s přáteli, biliárové herny, vnitřní úvahy dítěte ponořeného do komiksů a rádia...